# Argo AI
Argo AI fue una empresa de tecnología de conducción autónoma con sede central en Pittsburgh, Pensilvania. La compañía fue fundada en 2016 por Bryan Salesky y Peter Rander, veteranos de los programas de conducción automatizada de Google y Uber. Argo AI fue una empresa independiente que creaba software, hardware, mapas e infraestructura de soporte en la nube para impulsar vehículos autónomos. Argo tenía dos grandes inversores: La Ford Motor Company (2017) y el Grupo Volkswagen (2020). La tecnología de autoconducción de Argo se incorporará a los vehículos fabricados por los fabricantes de automóviles a través de estas asociaciones.

## Historia
Argo AI fue cofundada en noviembre de 2016 por los expertos en robótica Bryan Salesky y Peter Rander. En julio de 2020, la empresa empleaba a más de 1.000 empleados y contaba con oficinas en Pittsburgh, Detroit, Palo Alto, California, Cranbury, Nueva Jersey y Múnich, Alemania.
En junio de 2020, Argo estaba valorada en 7.250 millones de dólares estadounidenses.
Salesky era el director ejecutivo (CEO) de la empresa, nació en Woodhaven, Míchigan, en las afueras de Detroit y se estableció en Pittsburgh, PA, donde tenía su sede Argo. Obtuvo una licenciatura en ingeniería en la Universidad de Pittsburgh en 2002, y comenzó a trabajar en Union Switch & Signal, un proveedor de equipos de señalización ferroviaria, donde trabajó desarrollando software anticolisión para trenes. De 2004 a 2011 trabajó en el Centro Nacional de Ingeniería Robótica (NREC), en el Instituto de Robótica de Carnegie Mellon, donde Rander era su jefe. 
En 2007, Salesky y Chris Urmson dirigieron el equipo de desarrollo de software de Carnegie Mellon para el tercer concurso de automóviles sin conductor organizado por la Agencia de Proyectos de Investigación Avanzados de Defensa (DARPA), el "Urban Challenge" (desafío urbano).
De 2013 a 2016, Salesky se desempeñó como director de desarrollo de hardware en el proyecto de vehículos autónomos de Google, actualmente la empresa emergente Waymo.
Rander (el presidente), es nativo de Míchigan y exalumno de la Universidad de Detroit Mercy, obtuvo una licenciatura en robótica en la Universidad Carnegie Mellon, y trabajó junto a Salesky en el Centro Nacional de Ingeniería Robótica.
De 2015 a 2016, Rander fue el líder de ingeniería del Grupo de Tecnología Avanzada (ATG) de la unidad de automóviles autónomos de Uber.
Argo AI se financió inicialmente a fines de 2016 a través de un pequeño grupo de inversores de una fuente no revelada. En febrero de 2017, Ford Motor Company anunció que invertiría $1.000 millones de dólares en Argo AI durante los próximos cinco años, para desarrollar un sistema de conducción virtual para el vehículo autónomo del fabricante de automóviles a partir de 2021.
Ford se convirtió en el mayor accionista de la compañía, lo que les permitió contratar a 200 empleados adicionales, incluidos miembros del equipo de investigación y desarrollo (I+D) de Ford.
En junio de 2020, Volkswagen invirtió $2.600 millones de dólares en Argo AI. Según los términos del acuerdo, Volkswagen comprometió $1.000 millones de dólares en efectivo en Argo AI y su unidad de conducción inteligente autónoma (AID) con sede en Múnich, valorada en $1.600 millones de dólares.
La unidad de tecnología avanzada tenía más de 200 empleados, fue creada inicialmente para desarrollar la tecnología de vehículos autónomos para los automóviles de Volkswagen. Según los términos del acuerdo, Volkswagen compraría las acciones de Argo AI a Ford por un valor de $500 millones de dólares USA durante tres años, mientras que Ford invertiría unos $600 millones de dólares USA en la compañía. Al ejecutar el acuerdo, el equipo de conducción autónoma con sede en Múnich se integró en Argo AI para formar el centro de ingeniería europeo de la empresa. Entre ambos inversores, Argo ha recaudado más de $3.600 millones de dólares USA. La propiedad de Argo se compartía entre sus principales accionistas, Ford y Volkswagen, cada uno de los cuales tenía el 40% por ciento de la empresa y formaba parte del consejo de administración, el 20% por ciento del capital era de los empleados de Argo. La junta directiva estaba compuesta por dos consejeros de Ford, dos de Volkswagen y tres de Argo.

## Tecnología

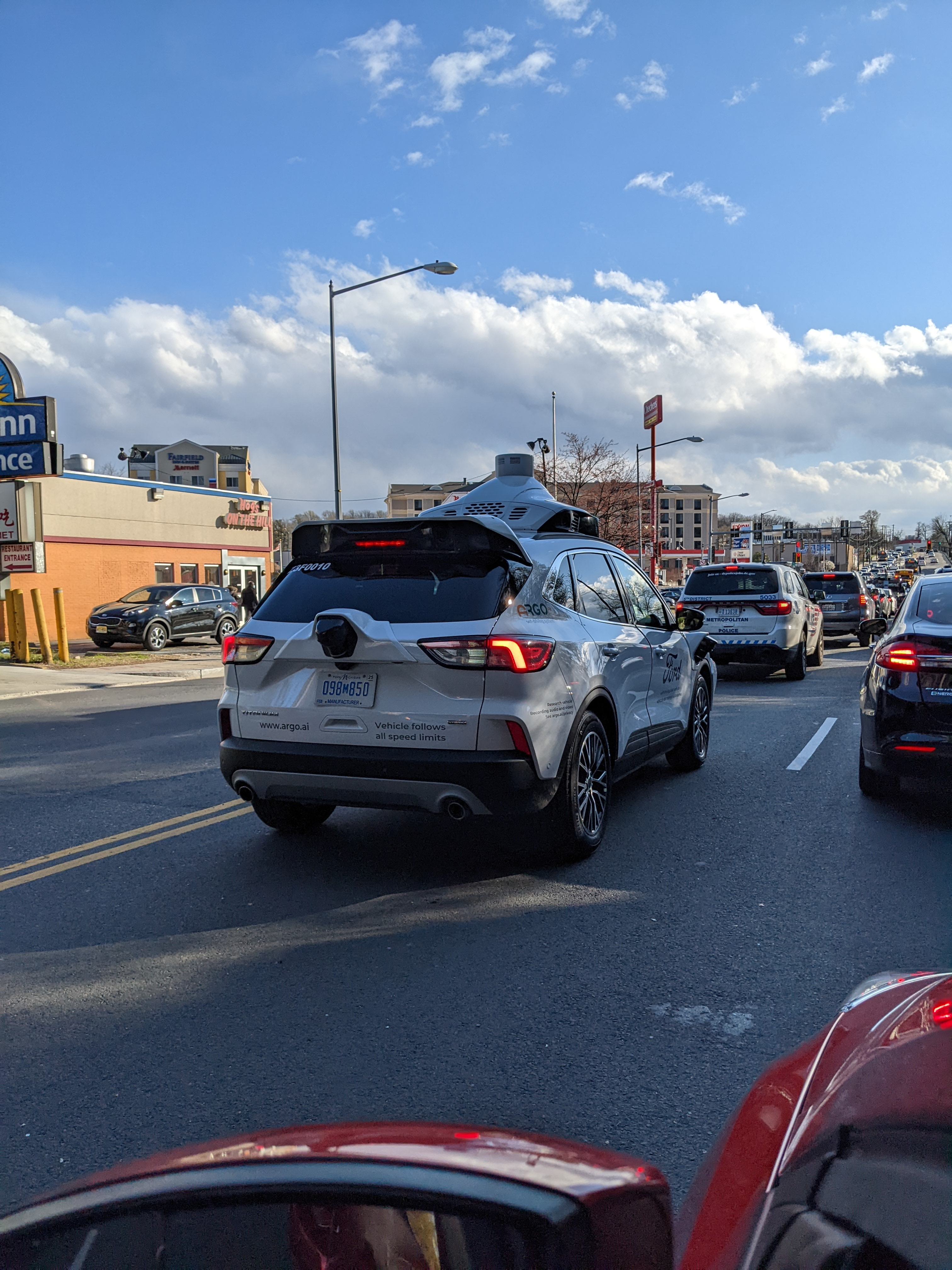
Ford Escape con la tecnología de Argo AI

Argo afirmaba que su tecnología ofrecería sistemas de conducción autónoma (SDS) con capacidad de nivel 4 para vehículos de conducción autónoma (AV).
Las categorías de conducción autónoma están definidas por la sociedad de ingenieros automotrices, y han sido adoptadas como estándares de la industria por el Departamento de Transporte de Estados Unidos.
La tecnología desarrollada por Argo comprendía todo el sistema de la conducción autónoma, incluidas las plataformas informáticas de software y hardware, los sensores, las cámaras, el radar y el sistema LIDAR. En octubre de 2017, Argo compró Princeton Lightwave, un productor de tecnología LIDAR, con sede en Cranbury, Nueva Jersey.
En 2019, Argo presentó su vehículo de prueba de tercera generación, basado en el Ford Fusión híbrido, que incorporaba cámaras de mayor resolución con rangos dinámicos más amplios, mayor potencia de procesamiento por computadora, y mejoras en los sistemas de calefacción y refrigeración. Argo planeaba ofrecer tecnología de conducción autónoma para flotas de vehículos, con aplicaciones que incluían servicios de transporte y entrega de mercancías.

## Pruebas en carretera
Argo tenía ubicaciones de prueba de vehículos autónomos en Pittsburgh y Dearborn, Míchigan, como parte de sus iniciativas de investigación y desarrollo. A principios de 2018, Argo comenzó a probar vehículos en Miami, Florida, lo que marcó la primera vez que los vehículos se probaron fuera de los territorios de origen de la compañía, Detroit y Pittsburgh. Los sitios de prueba adicionales para la colaboración de Argo y Ford incluían Washington D. C. (octubre de 2018) y Austin, Texas (septiembre de 2019).
Argo comenzó a realizar pruebas en su centro de ingeniería en Palo Alto, después de recibir el permiso del Departamento de vehículos motorizados de California, en enero de 2019.
La expansión a los sitios de prueba urbanos adicionales permitió a la compañía capturar el comportamiento, la conducción y la seguridad vial de cada ciudad. Las pruebas de Argo incluían millones de simulaciones para representar las diversas condiciones climáticas, de infraestructura, peatonales y otras.

## Investigación universitaria
En 2017, Argo anunció asociaciones universitarias con la Universidad Carnegie Mellon y el Instituto de Tecnología de Georgia, para investigar tecnologías de visión por computadora y aprendizaje automático.
En junio de 2019, Argo anunció una inversión de $15 millones durante cinco años, para crear el Centro de IA Argo de la Universidad Carnegie Mellon para la investigación de vehículos autónomos, que se centraba en el desarrollo de algoritmos avanzados para vehículos autónomos, específicamente para la percepción avanzada y la capacidad de toma de decisiones.
El anuncio siguió a la introducción por parte de la compañía de su conjunto de datos de código abierto, un conjunto de mapas y datos altamente seleccionados que se publicaban para promover el estudio de la investigación y el desarrollo de vehículos autónomos.
Los temas de investigación programados para su estudio en el centro de investigación, incluían la fusión de sensores inteligentes, la comprensión de escenas en 3D, la simulación urbana, la percepción basada en los mapas, la predicción del comportamiento, y la validación de software.